# ピーアップ
株式会社ピーアップ(英称:P-UP Co., Ltd.)は、携帯ショップ「総合デジタルショップテルル」を運営し、電気通信機器及びその他付属関連商品の販売を主とする企業である。
本社は東京都足立区に所在。

## 企業概要
1998年11月24日に設立。
2020年に設立した持株会社「株式会社P-UP World」グループの中核を担う企業。
携帯ショップ「総合デジタルショップテルル」を運営し、独自開発したSIMロックフリースマートフォン「Mode1」を販売する。テルルは2016年時点で189店舗を日本全国に展開し、併売店の中では日本1位のシェアであるが、併売店自体は縮小傾向にあるので2023年末には半減している。
その他、キャリアショップ、モーターバイク事業、飲食事業、教育事業、人材育成事業など店舗ビジネスを手掛ける。

## 沿革
- 1998年（平成10年)
  - 東京都足立区竹ノ塚に併売店「ピーアップ竹ノ塚店」を開業
- 1999年（平成11年)
  - 屋号を「テルル」に統合しFC事業をスタート
- 2001年（平成13年)
  - 株式会社ピーアップに商号変更、本店所在地を東京都足立区西竹ノ塚に移転
- 2004年（平成16年)
  - 11月「テルル」が50店舗突破し、近畿地方へも進出。
- 2005年（平成17年)
  - 情報セキュリティマネジメントシステム「ISMS/BS7799」取得
  - Vodafoneショップ上福岡店(当社第1号店)をオープン
- 2006年（平成18年)
  - auショップ町屋店(当社第1号店)をオープン
  - 本社を足立区の東京芸術センター11Fへ移転。この建物内10Fには同業他社トップワイジャパンも入居している。
- 2007年（平成19年)
  - 法人営業部を設置
- 2008年（平成20年)
  - docomoショップ坂戸店(当社第1号店)をオープン
  - 鈴鹿8時間耐久ロードレースにスポンサー開始
- 2009年（平成21年)
  - 1月 東北地方に進出。
  - 11月 「テルルハウス」の屋号を「テルルモバイル」へ変更。
- 2012年（平成24年)
  - 法人営業部を分社化し「株式会社デライトアップ」を設立
  - 「テルル」店舗数が100店舗を突破
- 2013年（平成25年)
  - 4月「auショップ上野店」が当社受持に変更
- 2015年（平成27年)
  - 鎌倉ベーカリー春日部店(当社1号店)をオープン。以後、auショップ北越谷店などと併設開業する。
- 2016年（平成28年)
  - 自社ブランドのスマートフォン 「Mode1シリーズ」が誕生
  - UQスポット日本初の実店舗東京都台東区上野にオープン
  - 学童保育型英会話スクール・幼児クラス「KidsUP」を大田区田園調布に開業
  - カスタムバイクショップ「Moto UP」を岩槻区にオープン
- 2017年（平成29年)
  - 鉄板焼き店「鉄板TOKYO」を足立区にオープン
- 2019年（令和元年)
  - 株式会社ATカンパニー(現 株式会社FURDI)とフランチャイズ契約を締結、フィットネス「ファディー北千住」をオープン
- 2020年（令和2年)
  - 持株会社「株式会社P-UP World」を設立、各事業を分社化し組織再編

## 運営店舗
2025年7月末日時点
モバイル
- テルル　105店舗
- ドコモショップ　1店舗
- auショップ　41店舗
- ソフトバンク　62店舗
- UQスポット　8店舗
- ワイモバイル　6店舗

その他
- ホンダドリーム　3店舗
- HANAMOEGI　1店舗
- 鉄板ハンブルグ  2店舗
- Giolitti　2店舗
- KidsUP　36店舗
- 鎌倉ベーカリー

数店舗あったが2024年現在は北越谷の1店舗のみ

## Mode1シリーズ
テルルで携帯電話の販売代理店をやっていたが、日本での携帯電話端末の販売価格は、製造原価を考慮すると高価過ぎだという思いがあり、消費者にもっと安価に提供できれば、端末事業はもっとうまくいくのではないかとの考えから、自社開発に踏み切った。
名称の由来は特にはない。シンプルな名称が良いと社長の中込は考えていたが、「Mode」という英単語を見てなんとなく気に入ったので採用となった。i-modeなどに使用されていたという理由もある。これにiPhoneで行われているモデルのナンバー付けを真似て「Mode1」となった。
- 2016年4月20日 - 自社初のSIMフリースマートフォン「Mode1（MD01P）」発売。
- 2017年10月1日 - テンキー付スマートフォン「Mode 1 RETRO」発売（スマートケータイ）。
- 2017年11月11日 - 「Mode1 RS（MD-03P）」発売。
- 2019年7月29日 - 「Mode1 RR（MD-04P）」発売。
- 2021年10月10日 - 「Mode1 GRIP」発売。
- 2023年10月20日 - 「Mode1 RETRO Ⅱ」発売（スマートケータイ）。